# Agelaia timida
Agelaia timida är en getingart som beskrevs av Cooper 2000. Agelaia timida ingår i släktet Agelaia och familjen getingar. Inga underarter finns listade i Catalogue of Life.